# Hipercubo mágico
Na matemática, um hipercubo mágico é uma extensão do quadrado mágico para diversas dimensões.
Isto demonstra que o número de inteiros arranjado da forma padrão n × n × n × ... × n possui uma soma linear padrão para qualquer linha desejada, através de um objeto Mk(n), possuindo assim o número mágico
{\displaystyle M_{k}(n)={\frac {n(n^{k}+1)}{2}}}

## Literatura
- J.R.Hendricks: Magic Squares to Tesseract by Computer, Self-published, 1998, 0-9684700-0-9
- Planck, C., M.A.,M.R.C.S., The Theory of Paths Nasik, 1905, printed for private circulation. Introductory letter to the paper